# تانگ موهان
تانگ موهان (انگلیسی: Tang Muhan؛ زادهٔ ۴ سپتامبر ۲۰۰۳) شناگر اهل چین است..
وی در مسابقات کشوری و بین‌المللی در مجموع برندهٔ ۱ مدال طلا شده‌است.